# Copris cribratus
Copris cribratus là một loài bọ cánh cứng trong họ Bọ hung (Scarabaeidae).